# Bill Aull
Pour les articles homonymes, voir Aull.
William Granger Aull, dit Bill Aull, né en 1930 à Suva, est un homme politique fidjien.

## Biographie

### Débuts
D'ascendance « partiellement européenne », il est éduqué dans des écoles maristes puis suit un apprentissage qui débouche sur un emploi d'ouvrier d'ingénierie. Il travaille ensuite un temps comme ingénieur sur un bateau à vapeur, avant d'obtenir un emploi comme ingénieur dans une brasserie.
En 1968 il est recruté comme ingénieur dans le service public, par le département des travaux publics de l'administration coloniale britannique aux Fidji, peu avant l'indépendance du pays. De 1973 à 1988 il est inspecteur de machineries employé par le ministère du Travail, et est chargé notamment de veiller au respect par les entreprises des normes légales de sécurité sur les lieux de travail. En 1988 il quitte le service public et ouvre une petite entreprise de consultant.

### Carrière politique
Il s'engage au Parti des électeurs généraux (GVP), qui vise à représenter les petites minorités ethniques du pays (telles que les Euro-Fidjiens), et est élu député de Suva à la Chambre des représentants aux élections législatives de 1992, au scrutin ethnique sur les listes électorales pour les citoyens qui ne sont ni autochtones, ni indo-fidjiens. Ces élections produisent un parlement sans majorité, et le Parti des électeurs généraux entre dans un gouvernement de coalition avec le Soqosoqo ni Vakavulewa ni Taukei (SVT), parti ethnique conservateur autochtone, permettant au chef de ce dernier, Sitiveni Rabuka, de devenir Premier ministre. Leo Smith et Harold Powell, du GVP, sont nommés respectivement ministre de la Santé et ministre du Commerce, tandis que Bill Aull siège comme député d'arrière-ban de la majorité parlementaire,.
Une scission dans le SVT entraîne des élections anticipées en 1994, auxquelles Bill Smith conserve son siège de député des minorités ethniques de Suva. La coalition sortante est reconduite. En juillet 1995, le Premier ministre Rabuka procède à un remaniement ministériel, faisant entrer Bill Aull dans son gouvernement comme adjoint au Premier ministre, et confiant au député GVP Vincent Lobendahn le ministère des Travaux publics. Les deux hommes ayant accepté ces postes sans consulter leur parti, les tensions qui en résultent au sein du GVP « menac[ent] la stabilité de la coalition », et ils démissionnent en septembre pour apaiser la situation.
Bill Aull se présente sans étiquette mais soutenu par le GVP aux élections de 1999, concentrant sa campagne électorale sur les citoyens de la classe ouvrière ainsi que sur les citoyens d'ascendance polynésienne, et conserve son siège face notamment au candidat Robin Storck, qui est vu comme représentant surtout les intérêts des entreprises et des Euro-Fidjiens,. Leo Smith (également réélu cette fois sans étiquette mais avec l'appui du GVP) et lui se joignent à la nouvelle coalition majoritaire, qui permet au chef du Parti travailliste, Mahendra Chaudhry, de devenir Premier ministre. Les deux hommes siègent comme députés d'arrière ban,.
En mai 2000, le gouvernement Chaudhry est renversé par un coup d'État mené par l'homme d'affaires George Speight, qui se réclame de l'ethnonationalisme autochtone. Les ministres et les députés de la majorité parlementaire sont pris en otage. Frappé à la tête, Bill Aull souffre dès lors d'une baisse d'acuité visuelle et auditive. La plupart des otages, dont Bill Aull, Leo Smith et le Premier ministre Chaudhry lui-même, ne sont relâchés qu'après cinquante-six jours,.
Aux élections de 2001 qui sont la conséquence du coup d'État, c'est avec l'étiquette du Parti de l'association fidjienne (en), parti membre de la coalition renversée par le coup d'État, que Bill Aull se représente dans sa circonscription de Suva. Il est battu et, âgé maintenant de 75 ans, ne se représente pas aux élections de 2006.